# جدول ميداليات دورة الألعاب الآسيوية 1998

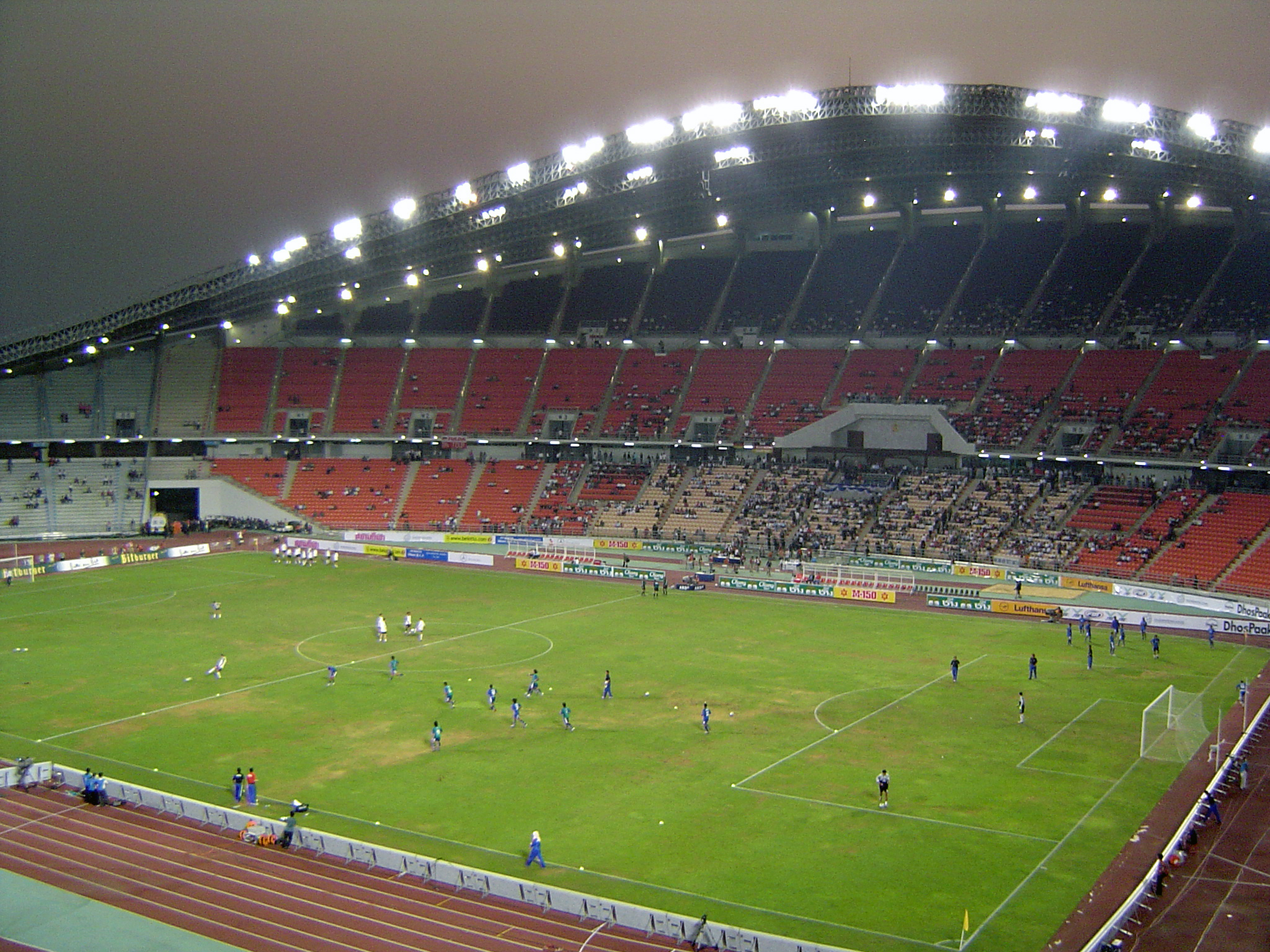
اسْتضافَ ملعب راجامانغالا (المُستخدم لمُباريات كُرة القدم) مَراسِم افتِتَاح واختِتَام الألعَاب.

كانَت دورة الألعاب الآسيوية 1998 (وتُعرَف رسميًا باسم دورة الألعَاب الآسيوية الثَّالثة عشر) حدثًا مُتعدِّد الرياضات أُقيم في بانكوك التايلانديَّة من 6 ديسمبر إلى 20 ديسمبر 1998. وشارَكَ في الألعَاب ما مجموعهُ 6544 رياضيًا من 41 لجنة أولمبية وطنية آسيوية، وتنافسوا في 376 حدثًا في 36 رياضة. تميَّزت هذه الطَّبعة من الألعاب بإضافة ثلاثُ رياضاتٍ (الاسكواش، والرغبي ورياضات جديلة) إلى قائمة الألعاب الرياضية الآسيوية. ضُمِّن الاسكواش بعد سبع سنواتٍ من ضَغط الاتحاد الآسيوي للاسكواش.
حَصَلَ رياضيون من 33 لجنة وطنية أولمبية على ميدالية واحدة على الأقل، وحصل رياضيون من 23 لجنة وطنية أولبية على ميدالية ذهبية واحدة على الأقل؛ لم يَفُز ريَاضِيون من ثمانية لِجَن وطنية أولمبية بأي ميداليات. فازت الصين بأكبَر عدد من الميداليات الذهبية (129) والأكثر ميداليات بصفةٍ عامَّة (274)، مُتصدرة جدول الميداليات. حصل رياضيو كوريا الجنوبية على 164 ميدالية بما في ذلك 65 ذهبية، وحصلوا على المركز الثاني في الجَدوَل. احتلَّت اليابان المركز الثالث بمَجمُوع 181 ميدالية، بما فيهم 52 ميدالية ذهبيَّة. حَسَّنت الدولة المُضيفة تايلاند ترتيب الميداليات مُقارنةً مَعَ النُّسخَة السَّابِقَة التي عُقدت في هيروشيما، حيث احتلَّت المركز الثاني عشر. في هذه النُّسخَة، احتلَّت تايلاند المرتبة الرابِعَة في جدول الميداليات، مع 24 مِيدالية ذهبيَّة و 90 ميدالية بصفةٍ عَامَّة.

## جدول الميداليات

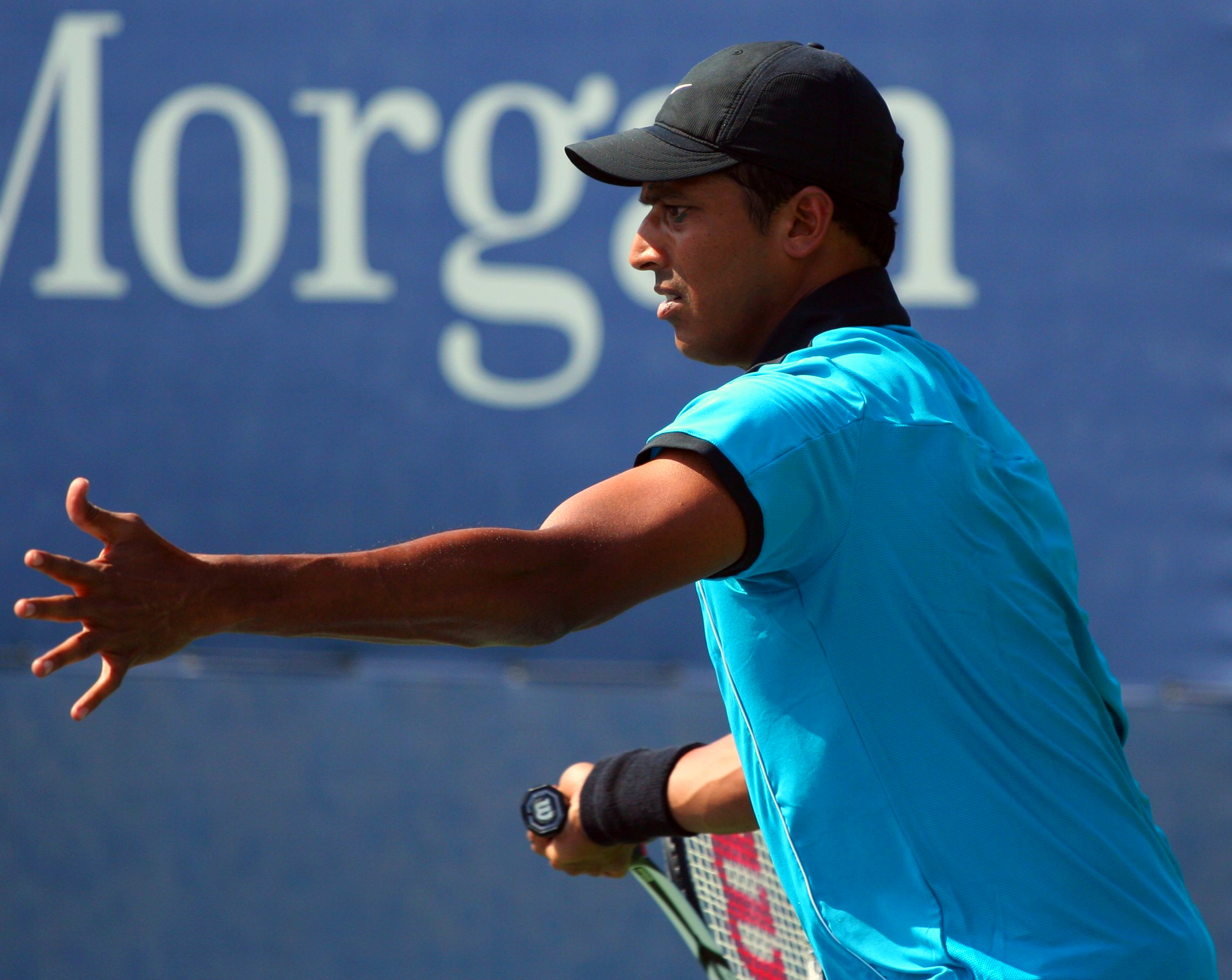
Mahesh Bhupathi of India won a bronze in men's singles, a bronze with نيروباما سانجيف in mixed doubles and another bronze as a member of the Indian men's team.

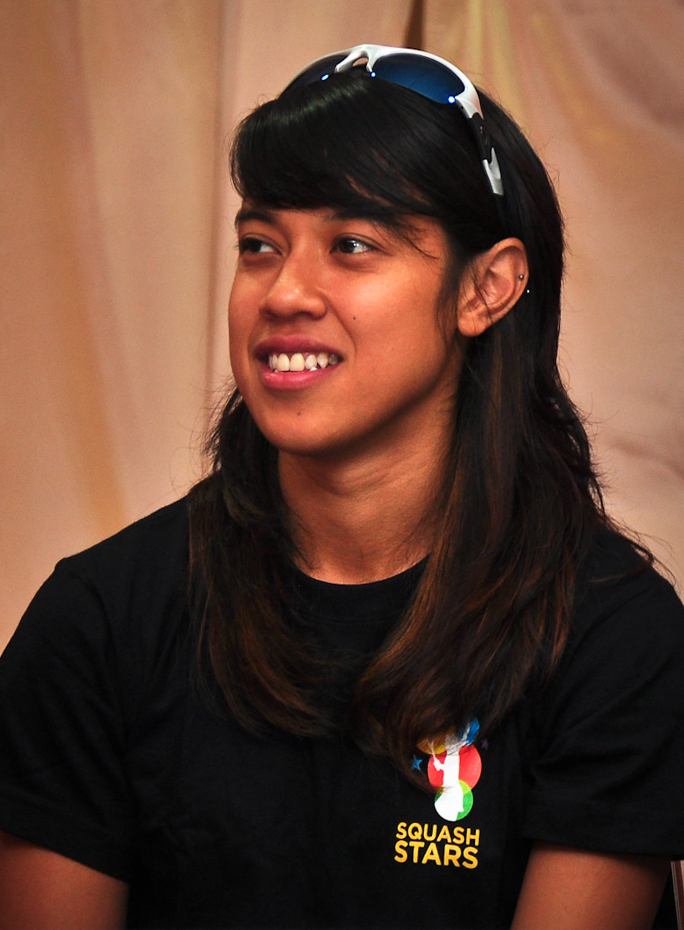
Nicol David of ماليزيا won a gold medal in women's singles squash.

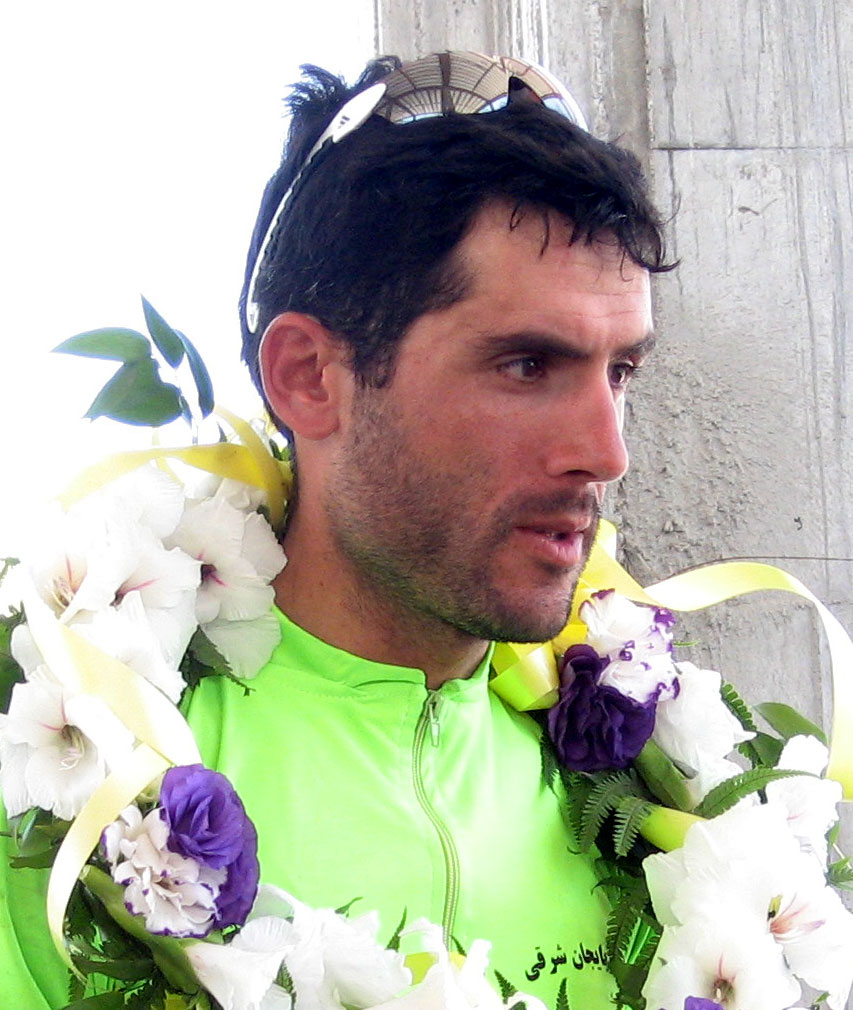
Ghader Mizbani of Iran won a gold in the men's road cycling individual time trial.

يَتوافَقُ التَّرتيب في هذا الجَدول مع اتفاقية اللجنة الأولمبية الدولية في جداول الميداليات المَنشورة. افتراضيًا، يُرتَّبُ الجدول حسب عدد الميداليات الذهبية التي فاز بها الرياضيون من بلد (في هذا السياق، الأمة هي كيان تمثله اللجنة الأولمبية الوطنية). يُؤخَذ عددُ الميداليات الفضية بعين الاعتبار بعد ذلك، ثم عدد الميداليات البرونزية. إذا كانت الدول لا تزال مُقيَّدة، تعطى مرتبة مُتساوية؛ تُسردُ أبجديًا بواسطة رمز بلد اللَّجنة الأولمبية الدَّوليَّة.
مُنحَت 1,225 ميدالية (378 ذهبية و 380 فضية و 467 برونزية). إجمالي عدد الميداليات البرونزية أكبر من إجمالي عدد الميداليات الذهبية والفضية لأنه مُنحت ميداليتين برونزيتين لكلِّ حدثٍ في عشر رياضاتٍ: كُرة الريشة والمُلاكمَة والجودو والكاراتيه (باستثناء الرجال والنساء، كاتا فردية) والوُوشو (حدث سانشو فقط) وسيباك تاكرو (باستثناء دائرة الرجال والنساء) والاسكواش وتنس الطَّاولة والتايكوندو والتِّنس.
في السباحة، لم تُمنح أي ميدالية برونزية. في ألعاب القوى، مُنحَت ميداليتين برونزيتين في حدث الوثب العالي للرجال. في الووشو، لم تُمنَح الميدالية البرونزية بَعد التعادل لمركز الميدالية الفضية في حدث تشانغ تشوان للرجال (نظام تاولو)؛ أدى التعادل الثُلاثي في حدث نانكون للرجال إلى مَنح ثلاث ميداليات برونزية. في الجمباز، مُنحَت العديد من الميداليات المُشتركة، ربطة عنق للمركز الأول في حصان الرمح أدت إلى ميداليتين ذهبيتين، ومنهُ لم تُعطى الميدالية الفضية. تعادُل وربح المركز الثالث في الشريط الأفقي، حصان حصان وخواتم وقبو نسائي وتمارين أرضية نسائية يعني أنه مُنحت ميداليتين برونزيتين لكلِّ حدث. التعادل رُباعي الاتجاهات للمركز الثاني في الأشرطة المُتوازية يعني أنَّهُ لم تُمنح أي ميدالية برونزية.
  *   البلد المضيف ( تايلاند)
| المرتبة | فريق                           | ذهبية | فضية | برونزية | المجموع |
| ------- | ------------------------------ | ----- | ---- | ------- | ------- |
| 1       | الصين (CHN)                    | 129   | 78   | 67      | 274     |
| 2       | كوريا الجنوبية (KOR)           | 65    | 46   | 53      | 164     |
| 3       | اليابان (JPN)                  | 52    | 61   | 68      | 181     |
| 4       | تايلاند (THA)*                 | 24    | 26   | 40      | 90      |
| 5       | كازاخستان (KAZ)                | 24    | 24   | 30      | 78      |
| 6       | تايبيه الصينية (TPE)           | 19    | 17   | 41      | 77      |
| 7       | إيران (IRI)                    | 10    | 11   | 13      | 34      |
| 8       | كوريا الشمالية (PRK)           | 7     | 14   | 12      | 33      |
| 9       | الهند (IND)                    | 7     | 11   | 17      | 35      |
| 10      | أوزبكستان (UZB)                | 6     | 22   | 12      | 40      |
| 11      | إندونيسيا (INA)                | 6     | 10   | 11      | 27      |
| 12      | ماليزيا (MAS)                  | 5     | 10   | 14      | 29      |
| 13      | هونغ كونغ (HKG)                | 5     | 6    | 6       | 17      |
| 14      | الكويت (KUW)                   | 4     | 6    | 4       | 14      |
| 15      | سريلانكا (SRI)                 | 3     | 0    | 3       | 6       |
| 16      | باكستان (PAK)                  | 2     | 4    | 9       | 15      |
| 17      | سنغافورة (SIN)                 | 2     | 3    | 9       | 14      |
| 18      | قطر (QAT)                      | 2     | 3    | 3       | 8       |
| 19      | منغوليا (MGL)                  | 2     | 2    | 10      | 14      |
| 20      | مينمار (MYA)                   | 1     | 6    | 4       | 11      |
| 21      | الفلبين (PHI)                  | 1     | 5    | 12      | 18      |
| 22      | فيتنام (VIE)                   | 1     | 5    | 11      | 17      |
| 23      | تركمانستان (TKM)               | 1     | 0    | 1       | 2       |
| 24      | قيرغيزستان (KGZ)               | 0     | 3    | 3       | 6       |
| 25      | الأردن (JOR)                   | 0     | 3    | 2       | 5       |
| 26      | سوريا (SYR)                    | 0     | 2    | 4       | 6       |
| 27      | نيبال (NEP)                    | 0     | 1    | 3       | 4       |
| 28      | ماكاو (MAC)                    | 0     | 1    | 0       | 1       |
| 29      | الإمارات العربية المتحدة (UAE) | 0     | 0    | 1       | 1       |
| 29      | بروناي (BRU)                   | 0     | 0    | 1       | 1       |
| 29      | بنغلاديش (BAN)                 | 0     | 0    | 1       | 1       |
| 29      | عمان (OMA)                     | 0     | 0    | 1       | 1       |
| 29      | لاوس (LAO)                     | 0     | 0    | 1       | 1       |
| المجموع | المجموع                        | 378   | 380  | 467     | 1225    |

## التغييرات في ترتيب الميداليات
بعد الفشل في اختبار المُخدرات، جُرِّد فخر الدين عبد المجيد طاهر من الإمارات العربية المتحدة من ميداليته الفضية في حدث كوميت للرجال (فئة 60 كغم) من الكاراتيه. تركه هذا الاستبعاد بميدالية برونزية واحدة فقط، مما جعل الدولة مُشتركة في جدول الميداليات مع أربع دول أُخرى. لم تُمنح الميدالية الفضية لأي رياضي آخر.

## المَراجِع
1. ↑  "Asian Games – Bangkok 1998". المجلس الأولمبي الآسيوي. ocasia.org. مؤرشف من الأصل في نوفمبر 7, 2010. اطلع عليه بتاريخ أبريل 23, 2011.
2. ↑  "XIII Asian Games". مجلس الرياضة الباكستاني. sports.gov.pk. مؤرشف من الأصل في 2009-09-03. اطلع عليه بتاريخ 2011-06-03.
3. ↑  "World Championship Results – Asian Games". الاتحاد الدولي للاسكواش. worldsquash.org. مؤرشف من الأصل (pdf) في 2020-05-23. اطلع عليه بتاريخ 2011-06-04.[وصلة مكسورة]
4. ↑  Cleanest Asian Games Rings Down Curtain نسخة محفوظة 2018-06-30 على موقع واي باك مشين.
5. ↑  "Over all medal standings – Hiroshima 1994". Olympic Council of Asia. ocasia.org. مؤرشف من الأصل في مارس 8, 2012. اطلع عليه بتاريخ يونيو 3, 2011.
6. ↑  "Over all medal standings – Bangkok 1998". Olympic Council of Asia. ocasia.org. مؤرشف من الأصل في يونيو 16, 2010. اطلع عليه بتاريخ أبريل 23, 2011.
7. ↑  Johnson، Ian (13 أغسطس 2008). "Who's on First in Medals Race". وول ستريت جورنال. مؤرشف من الأصل في 2011-06-04. اطلع عليه بتاريخ 2011-06-05.
8. ↑  "Badminton – Past Medals". doha-2006.com (2006 Asian Games' official website). واي باك مشين. 28 نوفمبر 2006. مؤرشف من الأصل في 2007-01-04. اطلع عليه بتاريخ 2011-06-03.
9. ↑  "Boxing – Past Medals". doha-2006.com (2006 Asian Games' official website). واي باك مشين. 28 نوفمبر 2006. مؤرشف من الأصل في 2007-01-04. اطلع عليه بتاريخ 2011-06-05.
10. ↑  "XIII Asian Games, Bangkok – Judo". Sadec Asia Pacific. sadec.com. مؤرشف من الأصل في 2011-09-28. اطلع عليه بتاريخ 2011-06-03.
11. ↑  "Karate – Past Medals". doha-2006.com (2006 Asian Games' official website). Wayback Machine. 28 نوفمبر 2006. مؤرشف من الأصل في 2007-01-04. اطلع عليه بتاريخ 2011-06-03.
12. 1 2  "Wushu". Sadec Asia Pacific. sadec.com. مؤرشف من الأصل في 2011-07-15. اطلع عليه بتاريخ 2011-06-05.
13. ↑  "Sepaktakraw – Past Medals". doha-2006.com (2006 Asian Games' official website). Wayback Machine. 28 نوفمبر 2006. مؤرشف من الأصل في 2007-01-05. اطلع عليه بتاريخ 2011-06-03.
14. ↑  "Squash – Past Medals". doha-2006.com (2006 Asian Games' official website). Wayback Machine. 28 نوفمبر 2006. مؤرشف من الأصل في 2007-01-05. اطلع عليه بتاريخ 2011-06-04.
15. ↑  "Table tennis – Past Medals". doha-2006.com (2006 Asian Games' official website). Wayback Machine. 26 نوفمبر 2006. مؤرشف من الأصل في 2007-01-04. اطلع عليه بتاريخ 2011-06-03.
16. ↑  "Taekwondo – Past Medals". doha-2006.com (2006 Asian Games' official website). Wayback Machine. 26 نوفمبر 2006. مؤرشف من الأصل في 2007-01-04. اطلع عليه بتاريخ 2011-06-03.
17. ↑  "Tennis – Past Medals". doha-2006.com (2006 Asian Games' official website). Wayback Machine. 28 نوفمبر 2006. مؤرشف من الأصل في 2007-01-04. اطلع عليه بتاريخ 2011-06-03.
18. ↑  "Swimming – Past Medals". doha-2006.com (2006 Asian Games' official website). Wayback Machine. 26 نوفمبر 2006. مؤرشف من الأصل في 2007-01-05. اطلع عليه بتاريخ 2011-06-04.
19. ↑  "Athletics – Men's High Jump (Finals)". Sadec Asia Pacific. sadec.com. مؤرشف من الأصل في 2011-07-15. اطلع عليه بتاريخ 2011-06-05.
20. ↑  "Malaysian Medal Winners at Asian Games 1958 – 2006" (PDF). المجلس الأولمبي الماليزي. olympic.org.my. مؤرشف من الأصل (pdf) في 2012-05-22. اطلع عليه بتاريخ 2011-06-05.
21. ↑  Azawi, Salih al. "Medalists from previous – All Asian Games  – Artistic Gymnastics Men". Gymnastics Results. gymnasticsresults.com. مؤرشف من الأصل في سبتمبر 19, 2012. اطلع عليه بتاريخ يونيو 4, 2011.
22. ↑  Azawi, Salih al. "Medalists from previous – All Asian Games – Artistic Gymnastics Women". Gymnastics Results. gymnasticsresults.com. مؤرشف من الأصل في سبتمبر 19, 2012. اطلع عليه بتاريخ يونيو 4, 2011.
23. ↑  وكالة فرانس برس (23 ديسمبر 1998). "OCA in quandary over re-allocation of silver medal". Indian Express. مؤرشف من الأصل في 2008-02-18. اطلع عليه بتاريخ 2011-06-03.

## وصلات خارجيَّة
- الموقع الرَّسمي للمجلس الأولمبي الآسيوي نسخة محفوظة 6 سبتمبر 2018 على موقع واي باك مشين.